# ASB Classic 2019
Giải quần vợt Auckland Mở rộng 2019 (được tài trợ bởi ASB Bank) là một giải quần vợt của ATP và WTA, thi đấu trên mặt sân cứng ngoài trời. Đây là lần thứ 34 (nữ), và lần thứ 43 (nam) giải đấu được tổ chức. Giải đấu diễn ra tại ASB Tennis Centre ở Auckland, New Zealand, từ ngày 31 tháng 12 năm 2018 đến ngày 6 tháng 1 năm 2019 ở nội dung nữ, và từ ngày 7 đến ngày 12 tháng 1 năm 2019 ở nội dung nam.

## Điểm và tiền thưởng

### Phân phối điểm
| Sự kiện | VĐ  | CK  | BK  | TK | Vòng 1/16 | Vòng 1/32 | Q  | Q3 | Q2 | Q1 |
| Đơn nam | 250 | 150 | 90  | 45 | 20        | 0         | 12 | 6  | 0  | —  |
| Đôi nam | 250 | 150 | 90  | 45 | 0         | —         | —  | —  | —  | —  |
| Đơn nữ  | 280 | 180 | 110 | 60 | 30        | 1         | 18 | 14 | 10 | 1  |
| Đôi nữ  | 280 | 180 | 110 | 60 | 1         | —         | —  | —  | —  | —  |

### Tiền thưởng
| Sự kiện   | VĐ      | CK      | BK      | TK      | Vòng 1/16 | Vòng 1/321 | Q3     | Q2     | Q1   |
| Đơn nam   | $89,435 | $47,105 | $25,515 | $14,535 | $8,565    | $5,075     | $2,285 | $1,145 | —    |
| Đôi nam * | $27,170 | $14,280 | $7,740  | $4,430  | $2,590    | —          | —      | —      | —    |
| Đơn nữ    | $43,000 | $21,400 | $11,300 | $5,900  | $3,310    | $1,925     | $1,005 | $730   | $530 |
| Đôi nữ *  | $12,300 | $6,400  | $3,435  | $1,820  | $960      | —          | —      | —      | —    |

1 Tiền thưởng vượt qua vòng loại cũng là tiền thưởng vòng 1/32

* mỗi đội

## Nội dung đơn ATP

### Hạt giống
| Quốc gia | Tay vợt               | Xếp hạng1 | Hạt giống |
| -------- | --------------------- | --------- | --------- |
| Hoa Kỳ   | John Isner            | 10        | 1         |
| ITA      | Fabio Fognini         | 13        | 2         |
| ITA      | Marco Cecchinato      | 20        | 3         |
| ESP      | Pablo Carreño Busta   | 23        | 4         |
| ESP      | Roberto Bautista Agut | 24        | 5         |
| KOR      | Chung Hyeon           | 25        | 6         |
| CAN      | Denis Shapovalov      | 27        | 7         |
| FRA      | Gaël Monfils          | 29        | 8         |
| Hoa Kỳ   | Steve Johnson         | 33        | 9         |

- 1 Bảng xếp hạng vào ngày 31 tháng 12 năm 2018.

### Vận động viên khác
Đặc cách:
- David Ferrer
- Cameron Norrie
- Rubin Statham

Vượt qua vòng loại:
- Ugo Humbert
- Bradley Klahn
- Maximilian Marterer
- Mackenzie McDonald

Thua cuộc may mắn:
- Pablo Cuevas
- Laslo Đere

### Rút lui
Trước gảii đấu
- Roberto Bautista Agut → thay thế bởi  Laslo Đere
- Pierre-Hugues Herbert → thay thế bởi  Tennys Sandgren
- Gaël Monfils → thay thế bởi  Pablo Cuevas

### Bỏ cuộc
- Laslo Đere
- David Ferrer

## Nội dung đôi ATP

### Hạt giống
| Quốc gia | Tay vợt       | Quốc gia | Tay vợt          | Xếp hạng1 | Hạt giống |
| -------- | ------------- | -------- | ---------------- | --------- | --------- |
| AUT      | Oliver Marach | CRO      | Mate Pavić       | 7         | 1         |
| Hoa Kỳ   | Bob Bryan     | Hoa Kỳ   | Mike Bryan       | 15        | 2         |
| RSA      | Raven Klaasen | NZL      | Michael Venus    | 31        | 3         |
| POL      | Łukasz Kubot  | ARG      | Horacio Zeballos | 38        | 4         |

- 1 Bảng xếp hạng vào ngày 31 tháng 12 năm 2018.

### Vận động viên khác
Đặc cách:
- Cameron Norrie /  Rubin Statham
- Ajeet Rai /  George Stoupe

Thay thế:
- Philipp Oswald /  Tim Pütz

### Rút lui
Trướ giải đấu
- Pablo Cuevas

## Nội dung đơn WTA

### Hạt giống
| Quốc gia | Tay vợt             | Xếp hạng1 | Hạt giống |
| -------- | ------------------- | --------- | --------- |
| DEN      | Caroline Wozniacki  | 3         | 1         |
| GER      | Julia Görges        | 14        | 2         |
| TPE      | Hsieh Su-wei        | 28        | 3         |
| CRO      | Petra Martić        | 32        | 4         |
| CZE      | Barbora Strýcová    | 33        | 5         |
| Hoa Kỳ   | Venus Williams      | 38        | 6         |
| BEL      | Kirsten Flipkens    | 47        | 7         |
| BEL      | Alison Van Uytvanck | 49        | 8         |

- 1 Bảng xếp hạng vào ngày 24 tháng 12 năm 2018

### Vận động viên khác
Đặc cách:
- Amanda Anisimova
- Lauren Davis
- Bethanie Mattek-Sands

Vượt qua vòng loại:
- Bianca Andreescu
- Jana Čepelová
- Bibiane Schoofs
- Sílvia Soler Espinosa

Thua cuộc may mắn:
- Laura Siegemund

### Rút lui
Trước giải đấu
- Rebecca Peterson → thay thế bởi  Taylor Townsend
- Markéta Vondroušová → thay thế bởi  Laura Siegemund

### Bỏ cuộc
- Jana Čepelová (chấn thương ngực phải)
- Alison Van Uytvanck (chấn thương cổ chân trái)

## Nội dung đôi WTA

### Hạt giống
| Quốc gia | Tay vợt           | Quốc gia | Tay vợt         | Xếp hạng1 | Hạt giống |
| -------- | ----------------- | -------- | --------------- | --------- | --------- |
| ROU      | Raluca Olaru      | Hoa Kỳ   | Abigail Spears  | 73        | 1         |
| BEL      | Kirsten Flipkens  | SWE      | Johanna Larsson | 74        | 2         |
| Hoa Kỳ   | Kaitlyn Christian | Hoa Kỳ   | Asia Muhammad   | 114       | 3         |
| CHN      | Han Xinyun        | CRO      | Darija Jurak    | 120       | 4         |

- 1 Bảng xếp hạng vào ngày 24 tháng 12 năm 2018

### Vận động viên khác
Đặc cách:
- Paige Mary Hourigan /  Taylor Townsend
- Valentina Ivanov /  Elys Ventura

### Rút lui
Trong giải đấu
- Laura Siegemund (đau chân dưới)

## Nhà vô địch

### Đơn nam
- Tennys Sandgren đánh bại  Cameron Norrie, 6–4, 6–2

### Đơn nữ
- Julia Görges đánh bại  Bianca Andreescu 2–6, 7–5, 6–1

### Đôi nam
- Ben McLachlan /  Jan-Lennard Struff đánh bại  Raven Klaasen /  Michael Venus, 6–3, 6–4

### Đôi nữ
- Eugenie Bouchard /  Sofia Kenin đánh bại  Paige Mary Hourigan /  Taylor Townsend, 1–6, 6–1, [10–7]